# Haukar Hafnarfjörður
Haukar Hafnarfjörður ist der Name eines isländischen Sportvereins aus Hafnarfjörður. Der Verein ist vor allem durch seine Handballabteilung bekannt.
Im Verein wird außer Handball auch Fußball, Schach, Skifahren und Breitensport angeboten.

## Geschichte
Der Verein wurde als Knattspyrnufélagið Haukar (dt. Fußballverein Die Habichte) am 12. April 1931 von jungen Männern aus dem CVJM Hafnarfjörður gegründet.

## Handball

### Erfolge
Haukar Hafnarfjörðurs Männerteam gewann die isländische Landesmeisterschaft in den Jahren 1943, 2000, 2003, 2004, 2005, 2006, 2008, 2009, 2010, 2015 und 2016
In der EHF Champions League spielte der Verein:
- 2003/04: Dritter (Gruppe B),
- 2004/05: Dritter (Gruppe F),
- 2005/06: Vierter (Gruppe C),
- 2008/09: Dritter (Gruppe F).

In der Saison 2000/01 konnte Haukar mit dem Einzug ins Halbfinale des EHF-Pokals seinen größten internationalen Erfolg verbuchen.

### Mannschaft
Team 2008/2009: Andri Stefan Guðrúnarson, Arnar Jón Agnarsson, Arnar Pétursson, Aron Rafn Eðvarðsson, Birkir Ívar Guðmundsson, Einar Örn Jónsson, Elías Már Halldórsson, Freyr Brynjarsson, Gísli Rúnar Guðmundsson, Gísli Jón Þórisson, Gunnar Berg Viktorsson, Heimir Óli Heimisson,  Kári Kristján Kristjánsson, Kristján Örn Arnarsson, Pétur Pálsson, Sigurbergur Sveinsson, Stefán Sigurmannson, Stefán Stefánsson, Tjörvi Þorgeirsson, Þórður Guðmundsson, Aron Kristjánsson, Óskar Ármannsson, Hörður Davíð Harðarson

### Bekannte Spieler
Zu den bekannten (ehemaligen) Spielern gehören:
- Aliaksandr Shamkuts,
- Vignir Svavarsson,
- Gylfi Gylfason,
- Robertas Paužuolis,
- Ásgeir Örn Hallgrímsson

## Fußball
In der Saison 2009 erreichte die Herrenfußballmannschaft den zweiten Platz in der zweithöchsten isländischen Liga (1. deild karla) und stieg in die Pepsideild, der höchsten isländischen Liga, auf. So spielte in der Saison 2010 auch die Herrenfußballmannschaft erstklassig, stieg jedoch direkt wieder ab.